# Lars Eikind

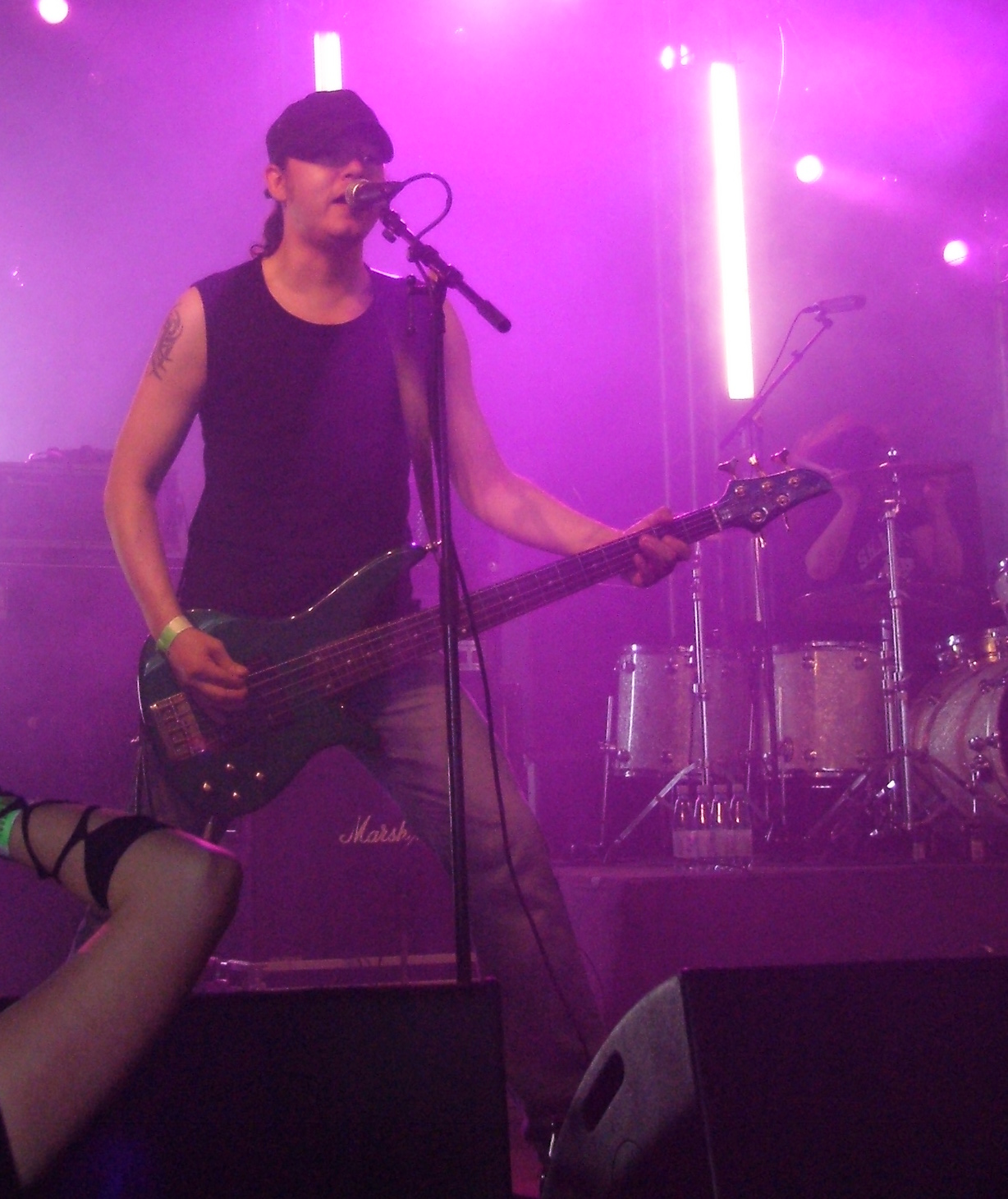
Lars Eikind 2008

Lars Eikind (auch: Lars Eric Si) ist ein norwegischer Metal-Sänger und -Bassist.

## Leben und Schaffen
Eikind sang Anfang und Mitte der 1990er Jahre in der Heavy-Metal-Band Jack in the Box, die eine EP und ein Album veröffentlichte. Um 1999 war er Session-Mitglied von Tulus und wurde schließlich fester Bassist von Khold, die aus Tulus hervorgegangen waren, sowie Sänger von Sensa Anima, wo auch weitere Mitglieder von Khold spielten. Sensa Anima wurden nach dem Debütalbum inaktiv, und Eikind verließ Khold nach einem Album wieder. Anschließend war er Sänger bei Winds und gründete mit den Bandkollegen Andy Winter und Jan Axel Blomberg im Jahr 2004 Age of Silence. Eikind veröffentlichte 2004 auch eine Solo-EP. Um 2006 wurde er zunächst Session- und dann vollwertiges Mitglied von Before the Dawn, die er 2011 wieder verließ. Zudem ist er Session-Keyboarder bei Gloria Morti.

## Diskografie (Auswahl)
mit Jack in the Box
- 1993: Rockjumping (EP)
- 1995: Stigma

mit Tulus
- 1999: Evil 1999

mit Sensa Anima
- 2000: [sin thatic]

mit Khold
- 2001: Masterpiss of Pain

mit Winds

siehe Winds (Band)#Diskografie
mit Age of Silence

siehe Age of Silence#Diskografie
als Eikind
- 2004: Vargtime (EP)

mit Before the Dawn
- 2006: The Ghost
- 2007: Deadlight
- 2008: Soundscape of Silence
- 2011: Deathstar Rising